# Юхновец-Косьцельны (гмина)
Юхновец-Косьцельны (пол. Juchnowiec Kościelny) — сельская гмина (волость) в Польше, входит как административная единица в Белостокский повет Подляского воеводства. Население — 14 859 человек (на 2011 год). Административный центр гмины — деревня Юхновец-Косьцельны.

## Демография
Данные по переписи 2011 года:
| Перепись            | Всего | Мужчины | Женщины |
| ------------------- | ----- | ------- | ------- |
| Всего               | 14859 | 7405    | 7454    |
| Городское население | 0     | 0       | 0       |
| Сельское население  | 14859 | 7405    | 7454    |

## Поселения
1. Баранки
2. Беле
3. Богданки
4. Брончаны
5. Черевки
6. Дорожки
7. Херманувка
8. Холувки-Дуже
9. Холувки-Мале
10. Хородняны
11. Хрыневиче
12. Игнатки
13. Игнатки-Колёнья
14. Игнатки-Оседле
15. Изабелин
16. Яновиче
17. Яновиче-Колёнья
18. Юхновец-Дольны
19. Юхновец-Дольны-Колёнья
20. Юхновец-Гурны
21. Юхновец-Косьцельны
22. Клеосин
23. Клевиново
24. Койраны
25. Колёнья-Копляны
26. Ксенжино-Колёниа
27. Копляны
28. Козовщизна
29. Кожаны
30. Ксенжино
31. Левицке
32. Левицке-Колёнья
33. Моньковизна
34. Неводница-Наргилевска
35. Неводница-Наргилевска-Колёнья
36. Огроднички
37. Ольмонты
38. Паньки
39. Ростолты
40. Румейки
41. Симуны
42. Сольнички
43. Станиславово
44. Шереносы
45. Сьрудлесе
46. Трычувка
47. Войшки
48. Вулька
49. Зайёнчки
50. Залеске
51. Злотники

## Соседние гмины
1. Белосток
2. Бельск-Подляски
3. Хорощ
4. Сураж
5. Туроснь-Косьцельна
6. Вышки
7. Заблудув